# Московское президентское кадетское училище
Московское президентское кадетское училище имени М. А. Шолохова войск национальной гвардии Российской Федерации  — довузовское специализированное учебное заведение, находящееся в ведомстве войск национальной гвардии России.

## История
Московский казачий кадетский корпус имени М. А. Шолохова открыт 2 сентября 2002 года на территории Юго-Восточного административного округа Москвы в районе Кузьминки. У истоков корпуса стояли потомственный казачий полковник, префект Юго-Восточного административного округа столицы В. Б. Зотов и Верховный атаман Союза казаков России А. Г. Мартынов.
В 2005 и 2006 годах в кадетском корпусе открыто два музея: комната-музей М. А. Шолохова и музей истории казачества.
Первым директором кадетского корпуса был назначен полковник Александр Волобоев, которого со времен сменил на этом посту полковник Шпиньков Михаил Данилович. Под его руководством в корпусе прошли масштабные ремонтные и строительные работы, были увеличены жилые и учебные площади.
С 2024 года руководителем корпуса является полковник войск национальной гвардии РФ Конюков Юрий Александрович.

## Описание училища
В кадетском корпусе состоят 370 воспитанников, разделённых на 19 учебных групп. Срок обучения — 7 лет (с 5 по 11 классы).
На территории училища расположены:
- два четырёхэтажных общежития (спальных корпуса) на 380 спальных мест, в которых кадеты проживают в кубриках по 2-7 человек, с душевыми, санузлами, бытовыми комнатами, сушилками, кладовыми, а также комнатами досуга.
- четырёхэтажный учебно-административный корпус, в котором находятся два спортзала, тренажерный зал, учебная мастерская, кабинеты информатики, кабинеты русской словесности, географии, математики, истории, ОБЖ и ОВП, русского языка и литературы, иностранных языков, в том числе лингафонный кабинет. Создана научная база для занятий по биологии, химии, физике и астрономии.
- четырёхэтажный культурно-оздоровительный корпус, в котором расположился большой бальный зал, столовая с собственным производством, с посадочными местами на 390 человек, актовый зал на 400 посадочных мест, видеостудия, изостудия, хоровая студия, зал единоборств, кабинеты для индивидуальных творческих и спортивных занятий, входящих в систему дополнительного образования.
- библиотека с читальным залом, с фондом, составляющим более 10000 книг, брошюр, публикаций и журналов. В училище поступает печатная продукция Национальной Гвардии (книги по истории войск правопорядка, журналы "Росгвардия. Всегда на страже" и "Акакдемический вестник"), а также, с 2019 года налажен выпуск ежемесячного журнала "Кадет росгвардии".
- лазарет с приемными помещениями, изоляторами, палатами и стоматологическим кабинетом.

Все здания соединены между собой наземными и надземными крытыми переходами.
В 2022 году было построено с нуля трехэтажное здание спортивного клуба «Гвардеец», со спортивными залами различных направленностей.
Также в 2023 году был построен новый двухэтажный учебно-административный и музейный корпус.
Кроме того, училищу был передан дом номер 30 по улице Маршала Чуйкова, который будет перестроен в корпус для училища.
На территории училища находятся два плаца, четыре современных спортивных городка, одна из первых в России аллея славы русских полководцев (включающая в себя бюсты Дмитрия Донского, Александра Невского, Петра Великого, Федора Ушакова, Павла Нахимова, Михаила Кутузова, Александра Суворова, Матвея Платова, Михаила Скобелева, Георгия Жукова), фонтан, сквер с памятником Сергию Радонежскому, сквер наук и искусств, метеостанция, спорткомплекс, поле для игры в футбол и баскетбольная площадка.
Помимо обычной школьной программы ученики осваивают строевую подготовку, верховую езду, стрельбу, рукопашный бой, изучают казачьи песни и танцы.
При корпусе имеется православный храм Святого Равноапостольного князя Владимира, освященный в ноябре 2011.
С 1 января 2016 года в соответствии с распоряжением Правительства РФ произошла смена названия учреждения Внутренних войск МВД РФ и училище меняет название на Московское президентское кадетское училище им. М. А. Шолохова Федеральной службы войск Национальной гвардии РФ.

## Музеи училища
В училище функционируют два музея — Музей Истории казачества и мемориальная комната-музей М. А. Шолохова.
Музей Истории Казачества основан в 2005 г. Его фонд включает в себя более 700 музейных экспонатов, среди них личные вещи казаков, найденные в археологических раскопках, подлинные французские боеприпасы, найденные на Бородинском поле, детский парадный костюм XIX в., оригинальный казачий пояс с серебряными подвесками, седла, принадлежавшее казаку Михаилу Ермакову, чей потомок и подарил седло музею, приезжая в 2009 из Сан-Франциско, форма собственного Его Величества конвоя, подлинные вещи, принадлежавшие кадетам до революции, а также уникальная коллекция миниатюр, сделанных в единственном экземпляре историками, которые показывают мельчайшие детали казачьей формы.
Мемориальный Музей М. А. Шолохова создан в 2006 году, включает в себя большое количество уникальных экспонатов, среди них — бронзовый бюст Шолохова, авторства скульптора Вучетича, созданный в 1958 г. Он считается одним из самых удачных изображений писателя. Помимо него в музее представлены многочисленные фотографии, документы, копии рукописей, подлинное личное дело полковника М. А. Шолохова, а также, врученное 08.09.2016г комендантом Кремля, генерал-лейтенантом Хлебниковым Сергеем Дмитриевичем номерное эксклюзивное издание факсимильно воспроизведенного текста рукописей Книги 1 и Книги 2 романа Тихий Дон.
Оба музея побеждали в конкурсах и смотрах, а также были награждены особым Дипломом Администрации Президента Российской Федерации.

## Начальники училища
- полковник Волобоев Александр Николаевич (2002—2003)
- полковник Шпиньков Михаил Данилович (2003—2012)
- генерал-лейтенант запаса Чайников Владимир Васильевич (2012—2013)
- полковник, кандидат педагогических наук Перепеча Николай Николаевич (2013—2020)
- полковник внутренней службы, заслуженный работник физической культуры Российской Федерации, кандидат педагогических наук, профессор Зезюлин Федор Максимович (2020—2022)
- полковник Коваленко Дмитрий Николаевич (2022-2024)
- полковник Конюков Юрий Александрович (с 2024 года)